# Acinonyx
Acinonyx és un gènere de mamífers carnívors de la família dels fèlids. Avui en dia només té un representant vivent, el guepard (A. jubatus). Tanmateix, el registre fòssil del gènere es remunta a la fi del Pliocè. El gènere conté tres espècies fòssils i en el passat en contenia una quarta, «Acinonyx kurteni», que acabà sent una falsificació.